# أحمد الشمراني (لاعب كرة قدم مواليد 2002)
أحمد محمد حنش الشمراني لاعب كرة قدم سعودي و يلعب كلاعب جناح و يلعب حالياً مع نادي الحزم.
لعب في الفئات السنية في نادي التسامح ولعب بعدها في النادي الفيصلي ونادي الحزم.